# Neolimnomyia subnemoralis
Neolimnomyia subnemoralis är en tvåvingeart som först beskrevs av Alexander 1924.  Neolimnomyia subnemoralis ingår i släktet Neolimnomyia och familjen småharkrankar. Inga underarter finns listade i Catalogue of Life.